# Rudbeckia texana
Rudbeckia texana là một loài thực vật có hoa trong họ Cúc. Loài này được (Perdue) P.B.Cox & Urbatsch miêu tả khoa học đầu tiên năm 1989.